# Vital Nzaka
 (mars 2025).
Vital Nzaka, plus connu sous le pseudonyme Vital Vitium, né en 1987 est un chimiste et inventeur congolais de la République du Congo reconnu pour ses innovations dans le domaine des énergies renouvelables.
Basé à Pointe-Noire, au Congo, il se distingue par le développement de technologies écologiques exploitant des ressources locales, notamment une pile rechargeable à base d’amidon de manioc. Ses travaux visent à répondre aux défis énergétiques de l’Afrique en proposant des solutions durables et accessibles, particulièrement adaptées aux zones rurales.

## Biographie

### Jeunesse et Début
Vital Nzaka né en 1987 en République du Congo, où il développe dès son adolescence une passion pour les sciences et la technologie. Ses premiers essais scientifiques remonteraient à la fin des années 1990,.
Chimiste de formation, il travaille dans un atelier situé dans le sixième arrondissement de Pointe-Noire, à Ngoyo, avec des moyens limités. Malgré ces contraintes, il a mis au point plusieurs inventions qui ont attiré l’attention tant au niveau local qu’international.

### Inventions et contributions
Vital Nzaka s’est fait connaître grâce à sa pile écologique fonctionnant à base d’amidon de manioc et de lithium. Cette pile rechargeable, capable d’alimenter des appareils du quotidien comme des ampoules ou des radios, offre une autonomie de deux semaines. Selon Nzaka, cette technologie exploite les propriétés de la photosynthèse des plantes, transformant l’énergie chimique contenue dans l’amidon en électricité. Cette innovation vise à pallier les fréquentes coupures d’électricité au Congo et à réduire la dépendance aux énergies fossiles.
Parmi ses autres réalisations notables :   
- Une lampe alimentée au charbon, conçue pour une lumière durable[6].

- Un allume-feu fabriqué à partir d’yeux de poisson frais, valorisant ainsi les déchets[4].
- Une brosse à dents électrique fonctionnant au charbon de bois, capable également de recharger des appareils électroniques[6].

Ces inventions témoignent de son approche créative, axée sur le recyclage et l’utilisation de matériaux locaux, dans une perspective de développement durable.
Vital Nzaka déplore un manque de financements pour industrialiser ses inventions. Il a lancé un appel aux investisseurs, mécènes et institutions afin de soutenir ses recherches, protéger ses brevets et construire un laboratoire plus performant avec plus de douze inventions. Son objectif est d’étendre l’impact de ses innovations à une échelle nationale, voire continentale, pour améliorer l’accès à l’énergie en Afrique.